# Drogou
Le Drogou est un aviso de type A69 classe d'Estienne d'Orves  de la Marine nationale. Son indicatif visuel était le F783. Sa ville marraine était Cannes. Il tient son nom de François Drogou. 

## Service actif

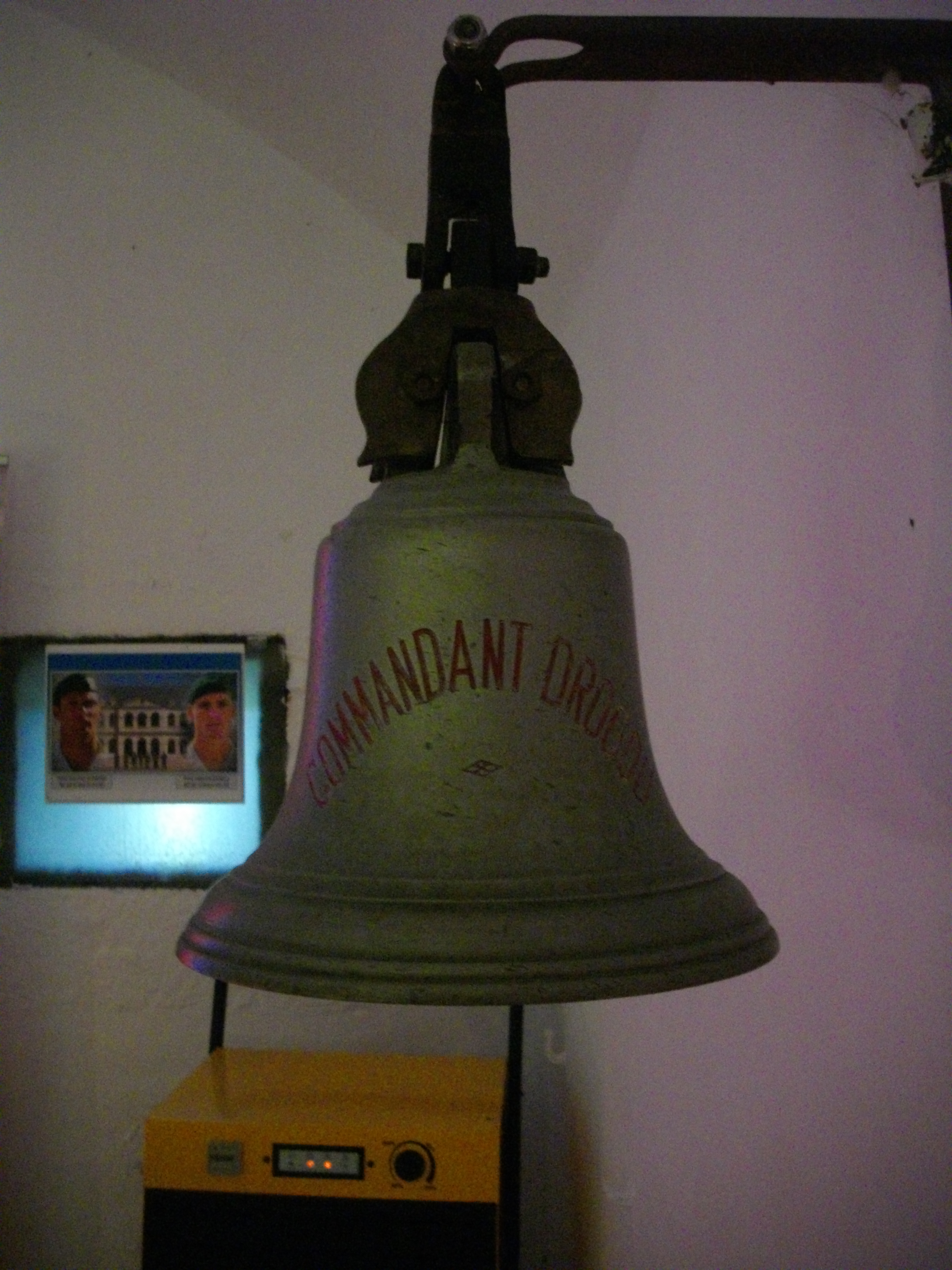
Cloche du Commandant Drogou dans le cénotaphe du mémorial national des marins morts pour la France.

D’abord basé à Toulon, il est ensuite réaffecté à Brest en 1994 puis retiré du service le 27 juillet 2000.

## Revente
Il est vendu à la Turquie en 2000 et livré en 2001. Il reçoit alors le nom de TCG Bodrum.